# 現實版魷魚遊戲，堅持到最後贏得456,000美元！
《現實版魷魚遊戲，堅持到最後贏得456,000美元！》（英語：$456,000 Squid Game in Real Life!）是由美國YouTuber MrBeast製作的影片，於2021年11月24日發布在YouTube上。影片內容為一場仿照韓國Netflix影集《鱿鱼游戏》中各種關卡的實境競賽。
MrBeast自2021年10月起著手製作本片。影片部分資金由芬蘭遊戲公司Supercell贊助，以宣傳其手機遊戲《荒野亂鬥》。影片整體製作預算達350萬美元，其中200萬美元用於場景搭建與製作，另外150萬美元則作為比賽的獎金。
MrBeast在影片中重現了多個原作場景，並邀請456名參賽者進行多輪遊戲競賽。最終僅剩一人勝出，獲得全部獎金。
影片上線後迅速在短短三天內獲得超過一億次觀看，成為MrBeast頻道中觀看次數最高的非Shorts類影片。 截至2025年6月 ，影片總觀看次數已突破8億。多家媒體稱讚影片對原作場景的高度還原，但也有評論指出該影片缺乏創意，並未理解《魷魚遊戲》反資本主義的主題。 
MrBeast之後推出另一部類似的影片《50位YouTuber爭奪百萬美金》，其中一關包含取材自《魷魚遊戲》的椪糖遊戲。他還與 Amazon Prime Video 合作製作競賽節目《Beast Games》，風格與本片類似，但未使用《魷魚遊戲》的品牌或內容授權。 

## 背景
《魷魚遊戲》 是由黃東赫創作的韓國電視劇，於2021年在Netflix上首播。劇情圍繞一場虛構的生死遊戲展開，456名負債累累的參賽者參與以傳統兒童遊戲改編而成的生死淘汰賽，贏得鉅額獎金。該劇廣獲好評，並成為Netflix上架首月觀看次數最多的影集。2021年11月，遊戲媒體《TheGamer》的喬許·庫爾森（Josh Coulson）稱《魷魚遊戲》是一種「全球現象」。
吉米・唐納森於2012年創立YouTube頻道MrBeast。該頻道自2017年起因其極具規模的挑戰類型影片而爆紅，其影片內容多半具有慈善性質，並以高成本與宏大企劃著稱，MrBeast成為YouTube訂閱數最多的頻道之一。截至《現實版魷魚遊戲，堅持到最後贏得456,000美元！》發布時，該頻道已有7,590萬訂閱者。

## 製作
2021年10月11日，MrBeast在TikTok上發布影片表示，只要該影片獲得1000萬個讚，他就會重現《魷魚遊戲》的內容，該目標最終達成。 他也隨即於10月中旬開始籌備拍攝。MrBeast聘請YouTuber威廉・奧斯曼帶領工程團隊製作用於淘汰參賽者時爆出假血效果的爆破裝置。奧斯曼在三週內完成了500組裝置的製作。 
影片的總製作成本為350萬美元。其中影片部分資金由Supercell贊助，用於宣傳旗下手機遊戲《荒野亂鬥》。 其中200萬美元用於場景搭建與拍攝製作，另150萬美元作為比賽獎金發給參賽者。 《洛杉磯時報》 記者馬特・皮爾斯（Matt Pearce）估算，這部影片每分鐘的製作成本為134,600美元，相較之下，《魷魚遊戲》的每分鐘成本約為43,500美元。 
MrBeast重建了影集中多個場景，包括參賽者宿舍、拔河平台和室內遊樂場等。  影片後製部分由視覺特效公司SoKrispyMedia協助完成。 

## 影片

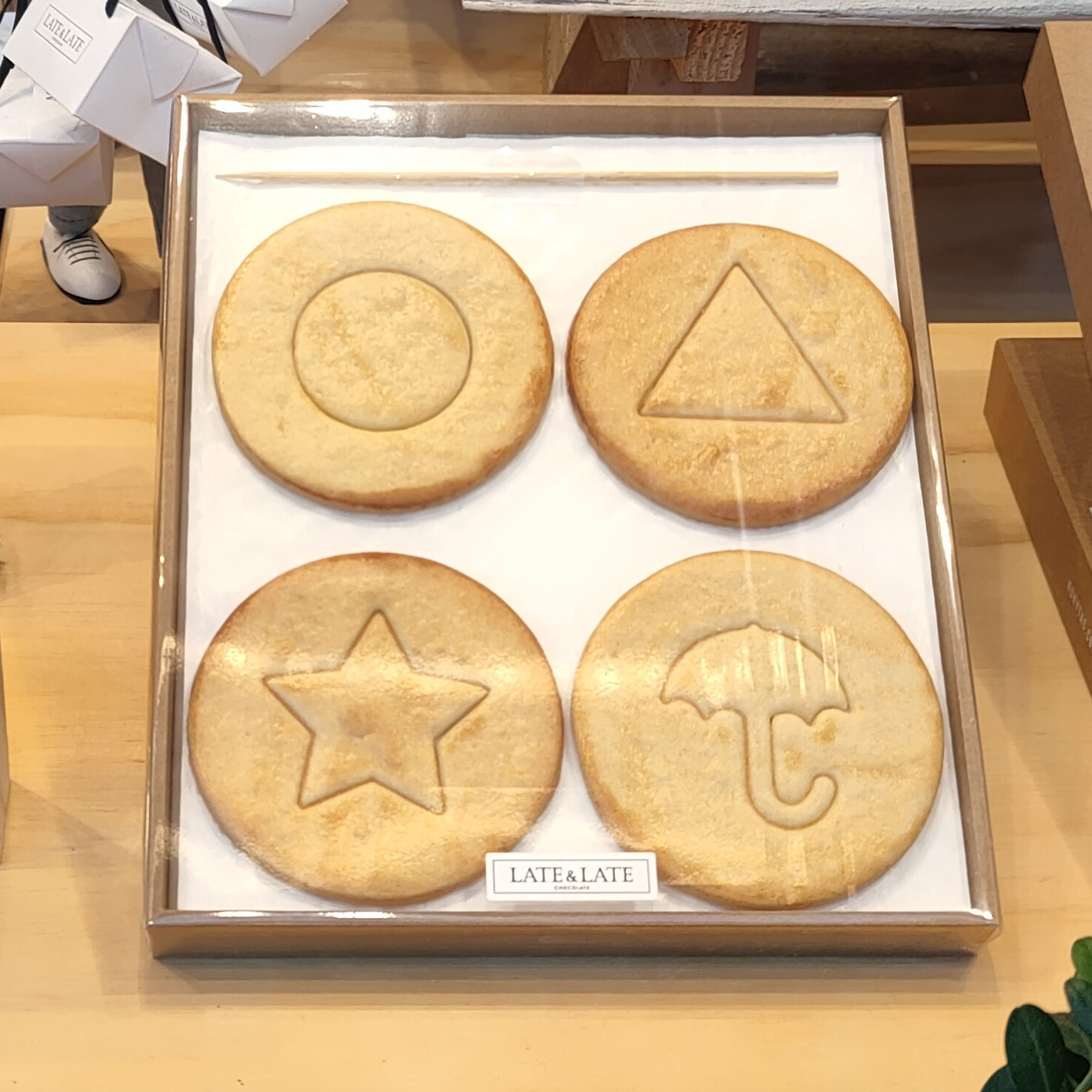
韓式碰糖

根據《PC Gamer》的報導，影片並非惡搞，而是忠實重現韓國Netflix影集《魷魚遊戲》。  唐納森邀請了456名參賽者參與比賽，最終獲勝者可獲得456,000美元的獎金。  遭淘汰的參賽者也至少可獲得2,000美元作為安慰獎。 
比賽設計仿照影集劇情進行，逐步淘汰至最後一人。  遊戲順序依序為：一二三木頭人、椪糖、彈珠遊戲、拔河、打畫片、玻璃橋，以及音樂椅。  與原劇略有不同的是，「打畫片」在原劇中僅作為開場招募橋段，並未納入正式遊戲，而影片則將其列為其中一關。 此外，最終關卡設計為音樂椅，而非《魷魚遊戲》中的同名遊戲。
最終獲得冠軍的是編號079號的參賽者。

## 發行與反響
影片於2021年11月24日發布於MrBeast頻道，三天內即突破1億次觀看，成為MrBeast觀看量最高的影片之一 。隨著影片的熱度飆升，贊助商之一的《荒野亂鬥》在影片發布的六日內下載量成長了41%，收入增加了54%。 
《魷魚遊戲》創作者黃東赫在2021年哥譚獎頒獎典禮上對該影片發表看法，他表示：「我喜歡這部影片，這也幫我推廣了這部影集，我希望更多人來模仿它。」CNET記者詹妮佛・比塞特（Jennifer Bisset）形容這部影片看起來非常真實。 Polygon和Vice News的記者則讚譽影片「完美」重現原作。  實境節目編輯凱瑟琳・格里芬（Katherine Griffin）則指出影片風格與長度類似實境節目，但批評片尾字幕未列剪輯人員名單。 《Screen Rant》的查爾斯・卡梅倫（Charles Cameron）讚揚該影片忠實再現劇集，並稱其為「值得稱讚的致敬」，但也批評影片中過多的置入性行銷破壞了觀眾的沉浸感。 
隨著該影片的觀看次數超越原劇《魷魚遊戲》在Netflix的觀看數，YouTube前創作者產品行銷負責人喬恩・尤夏伊（Jon Youshaei）在推特上表達讚美， 指出該影片擁有比《魷魚遊戲》更高的觀看次數、更短的製作時間，且「擁有更少的把關者」，代表創作者經濟的優勢。  這條推文隨即引來一些媒體與網友的批評，認為其忽略YouTube影片與電視劇在製作上的差異，也似乎忽視了MrBeast對《魷魚遊戲》創作者的依賴。最終，尤夏伊刪除了該推文。
對於尤夏伊的推文，TechCrunch記者阿曼達・希柏林（Amanda Silberling）在回應中指出，高預算影片的創作者必須不斷提升製作預算，否則觀眾將對影片的製作價值與新穎性產生麻木感。 希柏林還指出，MrBeast曾表示他從影片中獲得的利潤極少，因此這類支出的增加是不可持續的，並認為該影片的成功對YouTube或Netflix來說可能是更大利好的消息，而非MrBeast。
《Vice新聞》的吉塔・傑克遜（Gita Jackson）與《Polygon》的侯賽因・凱斯瓦尼（Hussein Kesvani）都認為影片展現了YouTube一項根本問題：內容依賴模仿、缺乏原創，卻可從他人的創作中賺取利益（例如反應影片）。凱斯瓦尼更將這部影片稱為「創作者經濟的邏輯結論」。
有記者與觀眾批評MrBeast因未能理解《魷魚遊戲》反資本主義主題的本質。 傑克遜形容這部影片「變態」，如同重現劇中反派「為娛樂觀看窮人爭奪金錢」的場面。  希柏林則指出影片缺乏原作的情感張力與懸疑感，因為參賽者並不會因失敗而受罰。
《PC Gamer》的泰勒·懷爾德（Tyler Wilde）在回應關於影片高成本的爭議時表示：「很難說花350萬美元製作一支YouTube影片送出獎金是錯的，而Netflix花2,140萬美元製作劇集就是對的」，他還稱影片是「不開槍的情況下，最逼真的重現版本」。 
《洛杉磯時報》的馬特·皮爾斯 指出影片風格與原作大相逕庭，《魷魚遊戲》有包含深層社會批判，而MrBeast版本則是「充滿活力的慈善特技」。 皮爾斯也指出其快速剪輯、配樂與類似美國實境節目的敘事節奏。 如同MrBeast的其他影片，這支影片同樣運用了誘餌式標題與誇張主題吸引觀眾。《TechCrunch》的希柏林指出，這正是唐納森「首創並推向成熟」的風格之一。 

## 外部鏈接
- YouTube上的現實版魷魚遊戲，堅持到最後贏得456,000美元！（英文）
- 互联网电影数据库上現實版魷魚遊戲，堅持到最後贏得456,000美元！的资料（英文）